# Alchemilla abyssinica
Alchemilla abyssinica es una especie de planta del género Alchemilla, perteneciente a la familia Rosaceae.

## Taxonomía
Alchemilla abyssinica fue descrita por Fresen. en 1837.

## Distribución
Se encuentra en el territorio de Etiopía, Kenia y Uganda.